# Lepidozona willetti
Lepidozona willetti är en blötdjursart som först beskrevs av Berry 1917.  Lepidozona willetti ingår i släktet Lepidozona och familjen Ischnochitonidae. Inga underarter finns listade i Catalogue of Life.